# 竹中重利
竹中重利（日语：／ Takenaka Shigetoshi，1562年—1615年12月6日），是日本安土桃山時代之武將與大名。是竹中重治之堂弟（父親是竹中重元之弟竹中重光），至江戶時代正式成為豐後國府內藩之初代藩主。名字也有記載是隆重或是重隆。

## 生平
1562年於美濃國出生，於元服後成為了羽柴秀吉家臣團的一員，1579年堂兄竹中重治英年早逝於中國征伐時指定了重利為其幼子吉助（日後的竹中重門）之後見人，並於美濃國領取長松城3000石。
不久後的本能寺之變中，重治之親弟竹中重矩於動亂中戰死，重利成為竹中家當主，接著隨秀吉四處征戰，於1594年獲得豐後國一萬三千石，躍升為大名。
於關原之戰中，竹中家最後都站在東軍方，除竹中重門立下大功捕捉到小西行長而增加一千石領地外，重利也增加到兩萬石的封地，成為府內藩藩主，今天府內城主要的遺跡幾乎都是重利時代所建。
於1615年去世，享年54岁。 繼承人是嫡子竹中重義。

## 人物
重利也是古田織部之弟子之一，也是小有名氣之茶人。